# Kościół Matki Bożej z Liesse w Valletcie
Kościół Matki Bożej z Liesse (malt. Knisja tal-Madonna ta' Liesse, ang. Church of Our Lady of Liesse) – kościół w Valletcie na Malcie. Zbudowany w roku 1740 na miejscu kościoła z XVII wieku. Znajduje się niedaleko brzegu Grand Harbour, w pobliżu baterii Lascaris oraz targu rybnego (ang. fish market). Jest specjalnie czczony przez mieszkańców portowej części miasta.

## Historia
Pierwszy kamień pod kościół Matki Bożej z Liesse położony został 21 listopada 1620 roku, podczas ceremonii z udziałem Wielkiego Mistrza Alofa de Wignacourt oraz wielu innych członków Zakonu św. Jana. Kościół powstał z funduszy darowanych przez Fra Giacomo De Chess du Bellay, bailiffa Armenii.

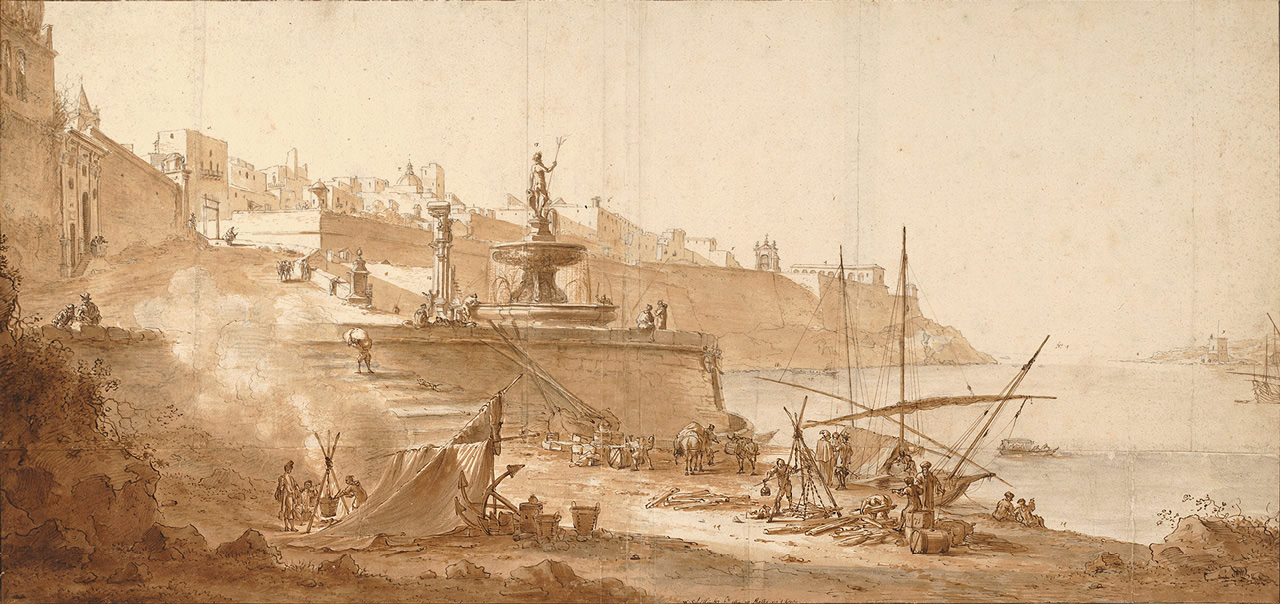
Fasada pierwszego kościoła Matki Bożej z Liesse, widoczna po lewej stronie (szkic z 1664 r.)

Kościół pojawia się po lewej stronie szkicu z roku 1664, przedstawiającego Barriera Wharf.
W roku 1740 kościół został całkowicie przebudowany przez rycerzy Języka Francji, i poświęcony przez Bartolomé Rulla. Świątynia została konsekrowana przez biskupa Vincenzo Labiniego 23 listopada 1806 roku.
W roku 1942, w czasie II wojny światowej, kościół został uszkodzony przez niemieckie bombowce, lecz naprawiono uszkodzenia i otwarto ponownie 21 lutego 1952 roku. W dniu 15 września 1961 roku przekazany został do Duszpasterstwa Ludzi Morza Stella Maris (ang. Apostleship of the Sea).

## Kościół
Zbudowany jest w stylu barokowym. Posiada kopułę oraz dzwonnicę, których projektantem był Francesco Zammit. We wnętrzu znajdują się trzy ołtarze.
Tytularny obraz kościoła, przedstawiający legendę o trzech rycerzach i Matce Bożej z Liesse, został namalowany przez Enrico Arnaux. Kościół posiada relikwie męczennika św. Generoso, zostały tu przeniesione z kaplicy w forcie Manoel. Figura Matki Bożej, która oryginalnie umieszczona była w forcie St. Elmo, znajduje się teraz w niszy w kościele.
Budynek kościoła jest zabytkiem narodowym klasy 1, wpisany jest na listę National Inventory of the Cultural Property of the Maltese Islands pod nr 00516.